# Razzo a fotoni
Un razzo a fotoni è un tipo di razzo ipotetico che usa per la propulsione la spinta generata dall'emissione di fotoni sfruttando il fenomeno della pressione di radiazione.

## Generalità
I fotoni potrebbero essere prodotti da un generatore situato a bordo dell'astronave, come nel caso del razzo nucleare fotonico. Nei casi da manuale riguardanti questo tipo di razzo, la situazione ideale si ha quando tutto il propellente è convertito in fotoni, che vengono riuniti in un fascio concentrato e irradiati nella stessa direzione. Più realisticamente, bisogna tenere conto che il fascio di fotoni non sarebbe perfettamente collimato, che non tutto il propellente sarebbe convertito in fotoni e così via.
Il generatore di energia potrebbe essere costituito da un reattore nucleare a fissione o da un reattore nucleare a fusione; in questi casi la massima velocità raggiungibile sarebbe pari a un decimo della velocità della luce, valore troppo basso per effettuare viaggi interstellari in tempi ragionevoli.
Eugen Sänger ha proposto negli anni cinquanta di usare l'antimateria, sfruttando il processo di annichilazione fra elettroni e positroni. Questo processo produce fotoni gamma, che hanno un'energia maggiore dei fotoni visibili; secondo Sänger, un razzo spinto da questo tipo di fotoni potrebbe raggiungere una velocità vicina a quella della luce. È stato calcolato che un razzo fotonico ad antimateria potrebbe raggiungere in un anno il 90% della velocità della luce, ma richiederebbe grandi quantità di propellente e consumerebbe un'energia di 475.000.000 di MW (a titolo di paragone, si pensi che nel 2012 il consumo di energia elettrica in Italia è stato di circa 342.000.000 di MWh). Ammettendo che si riesca a risolvere il problema della produzione e immagazzinamento delle necessarie quantità di antimateria, rimane il problema di concentrare e dirigere il fascio di fotoni e a tal fine Sänger ha proposto di usare uno specchio composto da un gas di elettroni posto ad un'estremità dell'astronave; la cabina dell'equipaggio sarebbe posta all'altra estremità dell'astronave, per avere protezione dalle radiazioni. È stato calcolato che lo specchio proposto da Sänger dovrebbe avere un diametro misurabile in chilometri; di conseguenza, le dimensioni totali del razzo sarebbero enormi. La realizzazione di un razzo a fotoni di questo tipo è teoricamente fattibile, ma presenterebbe enormi problemi scientifici e tecnici la cui soluzione è molto al di là delle attuali tecnologie.
In altre ipotesi teoriche, i generatori di fotoni e l'astronave sono fisicamente separati. Nella propulsione alimentata da raggi laser, i fotoni sono indirizzati dal generatore all'astronave usando raggi laser, che forniscono la spinta. Questo tipo di propulsione laser è ancora poco efficiente e deve essere di molto migliorata prima di pensare che possa essere utilizzata per i viaggi interstellari.

## Velocità
La velocità che un razzo fotonico ideale con generatore a bordo raggiungerà, in assenza di forze esterne, dipende dal rapporto:
{\displaystyle v=c{\frac {\left({\frac {m_{i}}{m_{f}}}\right)^{2}-1}{\left({\frac {m_{i}}{m_{f}}}\right)^{2}+1}}}
dove {\displaystyle m_{i}} è la massa iniziale e {\displaystyle m_{f}} è la massa finale.
Il fattore gamma corrispondente a questa velocità ha la semplice espressione:
{\displaystyle \gamma ={\frac {1}{2}}\left({\frac {m_{i}}{m_{f}}}+{\frac {m_{f}}{m_{i}}}\right)}

## Derivazione
Si indica il quadrimpulso del razzo in riposo come {\displaystyle P_{i}}, il razzo dopo che ha bruciato il propellente come {\displaystyle P_{f}}, e il quadrimpulso dei fotoni emessi come {\displaystyle P_{\text{ph}}}. La conservazione del quadrimpulso implica che:
{\displaystyle P_{\text{ph}}=P_{i}-P_{f}}
elevando al quadrato entrambi i lati (per es. prendendo il prodotto dello scalare di Lorentz di entrambi i lati con se stessi) si ottiene:
{\displaystyle P_{\text{ph}}^{2}=P_{i}^{2}+P_{f}^{2}-2P_{i}\cdot P_{f}}
Secondo la relazione energia-momento, il quadrato del quadrimpulso è uguale al quadrato della massa e {\displaystyle P_{\text{ph}}^{2}=0} poiché tutti i fotoni si muovono nella stessa direzione. Perciò l'equazione sopra riportata può essere scritta come:
{\displaystyle 0=m_{i}^{2}+m_{f}^{2}-2m_{i}m_{f}\gamma }
Risolvendo il fattore gamma, si ottiene:
{\displaystyle \gamma ={\frac {1}{2}}\left({\frac {m_{i}}{m_{f}}}+{\frac {m_{f}}{m_{i}}}\right)}